# Gianmarco Di Francesco
Gianmarco Di Francesco (2 augustus 1989) is een Italiaans wielrenner. In 2011 mocht hij een halfjaar stage lopen bij Acqua & Sapone, maar kreeg hier geen contract aangeboden. Later zou hij nog voor enkele kleine Italiaanse ploegen rijden.

## Overwinningen
2014
3e etappe Giro della Regione Friuli Venezia Giulia
2015
GP Industrie del Marmo

## Ploegen
- 2011 –  Acqua & Sapone (stagiair vanaf 1-8)
- 2014 –  Vega-Hotsand (vanaf 23-6)
- 2015 –  MG.Kvis-Vega
- 2016 –  Norda-MG.Kvis